# Empogona reflexa
Empogona reflexa là một loài thực vật có hoa trong họ Thiến thảo. Loài này được (Hutch.) Tosh & Robbr. mô tả khoa học đầu tiên năm 2009.